# Distrikt Islay

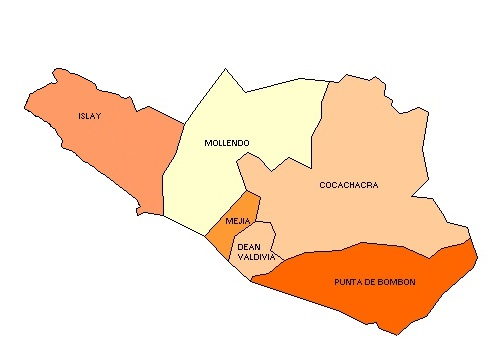
Distrikte der Provinz Islay

Der Distrikt Islay liegt in der Provinz Islay in der Verwaltungsregion Arequipa im Südwesten von Peru. 

## Geschichte
Der Distrikt wurde am 2. Januar 1857 gegründet. 1993 lag die Einwohnerzahl bei 2100, im Jahr 2007 bei 4823. Verwaltungssitz des Distriktes ist die Stadt Islay. 

## Geographische Lage
Der Distrikt hat eine Fläche von 975,85 km² (nach anderen Quellen: 364 km²). Seine Fläche ist deckungsgleich mit dem der Stadt Islay, die im äußersten Südosten des Gebietes liegt.
Der Distrikt Islay erstreckt sich über einen etwa 40 km langen Küstenabschnitt am Pazifischen Ozean im Westen der Provinz Islay. Er reicht etwa 23 km ins Landesinnere und besteht überwiegend aus wüstenhafter arider unbewohnter Landschaft. Lediglich im äußersten Südosten des Distrikts befindet sich ein urbaner Bereich mit Islay und Matarani. Dieser grenzt im Osten an die Provinzhauptstadt Mollendo. Der Distrikt grenzt im Osten an den Distrikt Mollendo, im Nordosten an den Distrikt La Joya der Provinz Arequipa sowie im Nordwesten an den Distrikt Quilca der Provinz Camaná.

## Verkehrsanbindung
Der Distrikt umfasst auch den bedeutenden Hafen Matarani, den die aus Cusco und vom Titicacasee kommende Bahnstrecke Mollendo–Juliaca bedient. Die Strecke führt von Matarani zum weiter südlich gelegenen Hafen Mollendo fort, der unmittelbar bei Islay liegt.